# Matricea Vandermonde
În algebră, o matrice Vandermonde, numită după Alexandre-Théophile Vandermonde, este o matrice de forma:
{\displaystyle V={\begin{bmatrix}1&\alpha _{1}&\alpha _{1}^{2}&\dots &\alpha _{1}^{n-1}\\1&\alpha _{2}&\alpha _{2}^{2}&\dots &\alpha _{2}^{n-1}\\1&\alpha _{3}&\alpha _{3}^{2}&\dots &\alpha _{3}^{n-1}\\\vdots &\vdots &\vdots &\ddots &\vdots \\1&\alpha _{m}&\alpha _{m}^{2}&\dots &\alpha _{m}^{n-1}\end{bmatrix}}}
Determinantul unei matrici pătratice Vandermonde (m=n) poate fi exprimat astfel:
{\displaystyle \det(V)=\prod _{1\leq i<j\leq n}(\alpha _{j}-\alpha _{i}).}

## Demonstrație
Calculând determinantul cu formula lui Leibniz:
{\displaystyle \det(V)=\sum _{\sigma \in S_{n}}\operatorname {sgn}(\sigma )\prod _{i=1}^{n}\alpha _{i}^{\sigma (i)-1},}
unde Sn înseamnă mulțimea permutărilor lui {\displaystyle \mathbb {Z} \cap [1,n]}, iar sgn(σ) este signatura permutării
Se demonstrează prin inducție că:
{\displaystyle \det(V)=\prod _{1\leq i<j\leq n}(\alpha _{j}-\alpha _{i})}
Pentru (n=2), se verifică imediat. Pentru (n>2), executăm operația elementară
{\displaystyle C_{i}} ← {\displaystyle C_{i}-(\alpha _{1}\times C_{i-1})}
asupra coloanelor, scăzând din coloana n coloana (n-1) înmulțită cu coeficientul {\displaystyle \alpha _{1}}, apoi din coloana (n-1) coloana (n-2) înmulțită cu {\displaystyle \alpha _{1}}..., din coloana 2 coloana 1 înmulțită cu {\displaystyle \alpha _{1}}, - astfel încât în final pe prima linie să rămână 1 numai în poziția (1,1) și în rest zerouri. Determinantul rămâne neschimbat, și egal cu:
{\displaystyle \det(V)={\begin{vmatrix}1&0&0&\dots &0\\1&\alpha _{2}-\alpha _{1}&\alpha _{2}(\alpha _{2}-\alpha _{1})&\dots &\alpha _{2}^{n-2}(\alpha _{2}-\alpha _{1})\\1&\alpha _{3}-\alpha _{1}&\alpha _{3}(\alpha _{3}-\alpha _{1})&\dots &\alpha _{3}^{n-2}(\alpha _{3}-\alpha _{1})\\\vdots &\vdots &\vdots &&\vdots \\1&\alpha _{n}-\alpha _{1}&\alpha _{n}(\alpha _{n}-\alpha _{1})&\dots &\alpha _{n}^{n-2}(\alpha _{n}-\alpha _{1})\\\end{vmatrix}}}

Dezvoltând după prima linie:
{\displaystyle \det(V)=1\times {\begin{vmatrix}\alpha _{2}-\alpha _{1}&\alpha _{2}(\alpha _{2}-\alpha _{1})&\dots &\alpha _{2}^{n-2}(\alpha _{2}-\alpha _{1})\\\alpha _{3}-\alpha _{1}&\alpha _{3}(\alpha _{3}-\alpha _{1})&\dots &\alpha _{3}^{n-2}(\alpha _{3}-\alpha _{1})\\\vdots &\vdots &&\vdots \\\alpha _{n}-\alpha _{1}&\alpha _{n}(\alpha _{n}-\alpha _{1})&\dots &\alpha _{n}^{n-2}(\alpha _{n}-\alpha _{1})\\\end{vmatrix}}}
Conform proprietății de multiliniaritate a determinantului:
{\displaystyle \det(V)=(\alpha _{2}-\alpha _{1})(\alpha _{3}-\alpha _{1})\dots (\alpha _{n}-\alpha _{1}){\begin{vmatrix}1&\alpha _{2}&\alpha _{2}^{2}&\dots &\alpha _{2}^{n-2}\\1&\alpha _{3}&\alpha _{3}^{2}&\dots &\alpha _{3}^{n-2}\\1&\alpha _{4}&\alpha _{4}^{2}&\dots &\alpha _{4}^{n-2}\\\vdots &\vdots &\vdots &&\vdots \\1&\alpha _{n}&\alpha _{n}^{2}&\dots &\alpha _{n}^{n-2}\\\end{vmatrix}}}
de unde, prin inducție matematică, se obține rezultatul cerut.